# Schliff (Schmuckstein)
Als Schliff bezeichnet man in der Gemmologie die durch Schleifen erzeugte Art und Form von Schmucksteinen, um ihren Glanz zu verstärken und die dem Stein innewohnenden optischen Effekte hervorzuheben.
Die Wahl des Schliffs sowie die Qualität der Ausführung sind dabei neben Farbe und Reinheit entscheidend für den späteren Wert des Schmucksteins. Aufgrund der dafür nötigen Erfahrung unter anderem mit den unterschiedlichen Eigenschaften der als Schmucksteine verwendeten Materialien werden hochwertige Schliffe für den kommerziellen Gebrauch üblicherweise von speziell ausgebildeten Edelsteinschleifern durchgeführt.

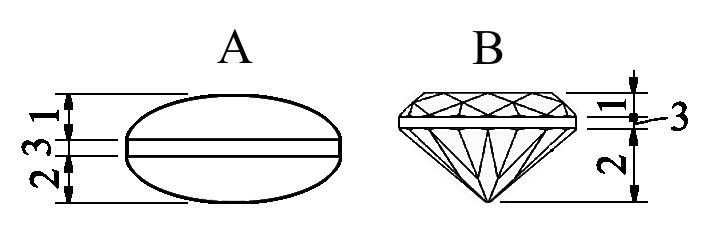
Grundsätzliche Möglichkeit der Schliffart und Bezeichnung der Schleifebenen:
A) Glattschliff (Cabochon), B) Facettenschliff (Brillant)
1) Oberteil, 2) Unterteil, 3) Rundiste

## Schliffart
Beim Schleifen von Schmucksteinen wird zwischen drei verschiedenen Schliffarten unterschieden, die auf die jeweiligen Eigenheiten des Steins Rücksicht nehmen.

### Glattschliff
Beim Glattschliff wird eine glatte, bis auf eine mögliche Rundiste kantenlose Oberfläche erzeugt. Er wird vorzugsweise bei undurchsichtigen bis durchscheinenden Schmucksteinen eingesetzt. Diese zeigen oftmals ein lebhaftes Farbenspiel wie Maserungen und Flecken. Der Glattschliff ist auch die einzige Form, die spezielle optische Effekte wie Adulareszenz, Asterismus und Chatoyance sowie den für diese Steine typischen, seidigen Glanz zur vollen Entfaltung bringt.
Der bekannteste Glattschliff ist der Cabochon, aber auch Lagensteine, Kugel- und Trommelsteine (Barocksteine) gehören zu den glatten Schliffen.

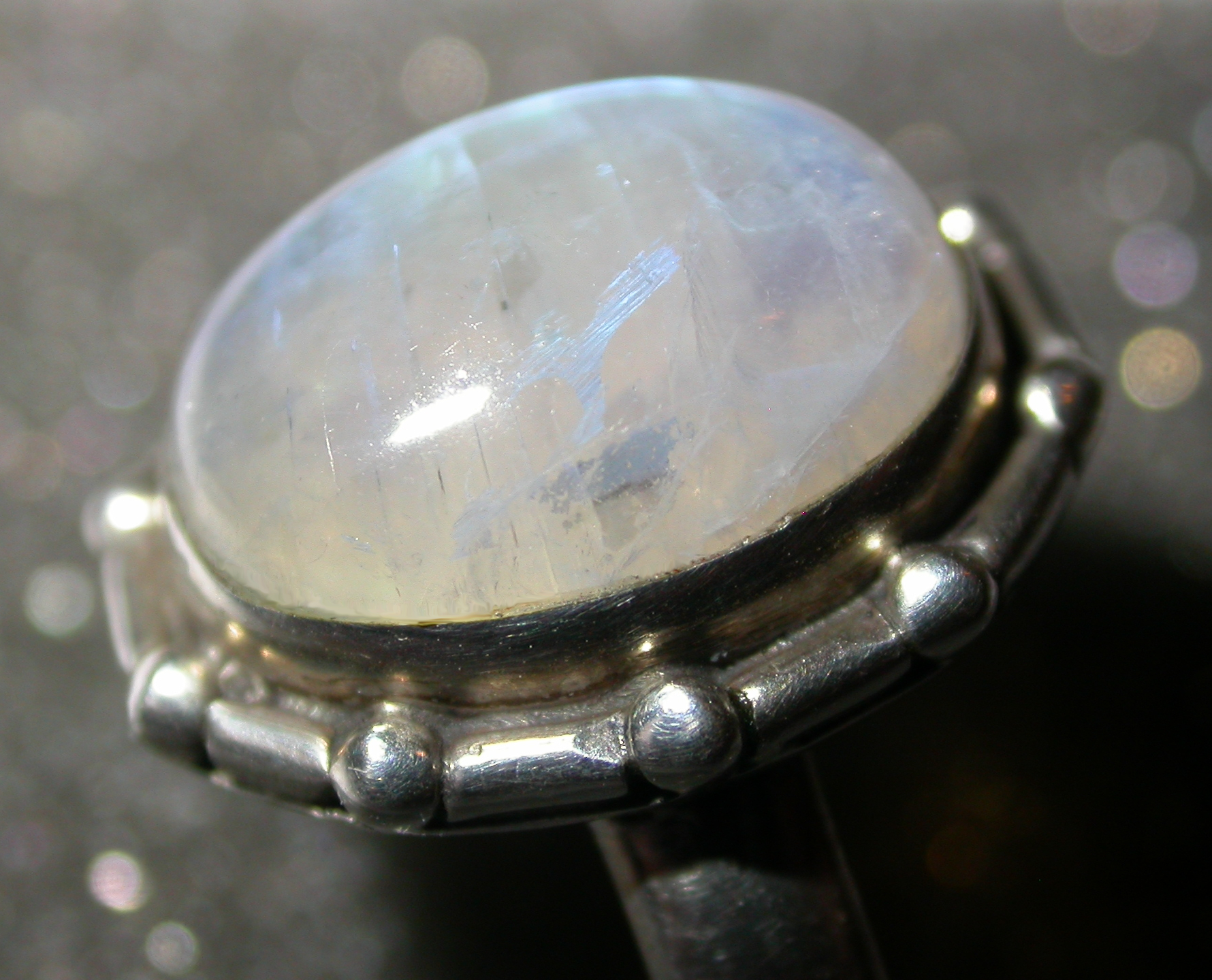
Cabochonschliff beim Mondstein
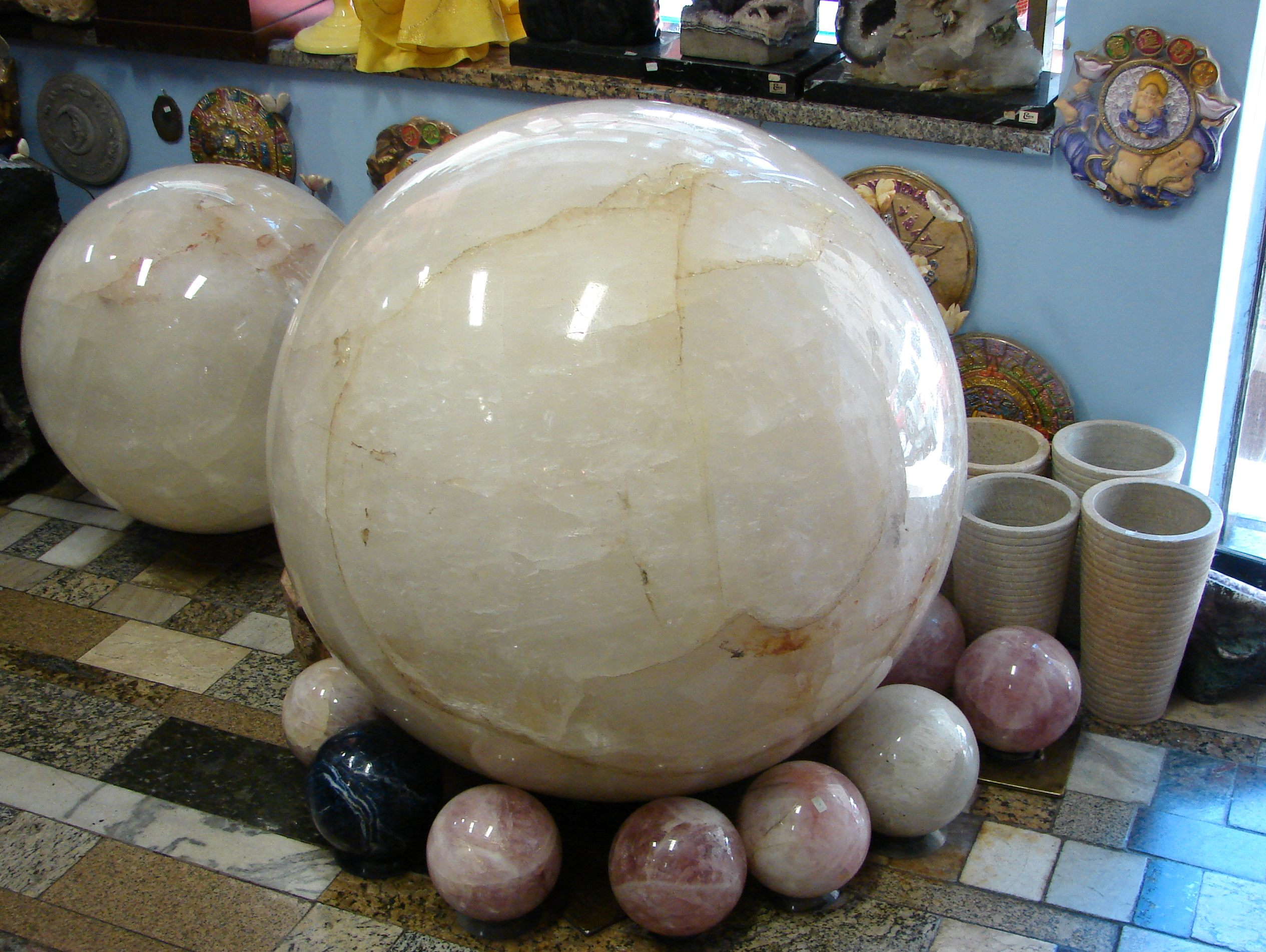
Verschiedene Quarze im Kugelschliff
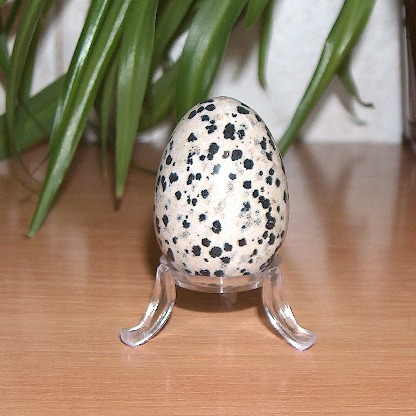
Jaspis in Eiform
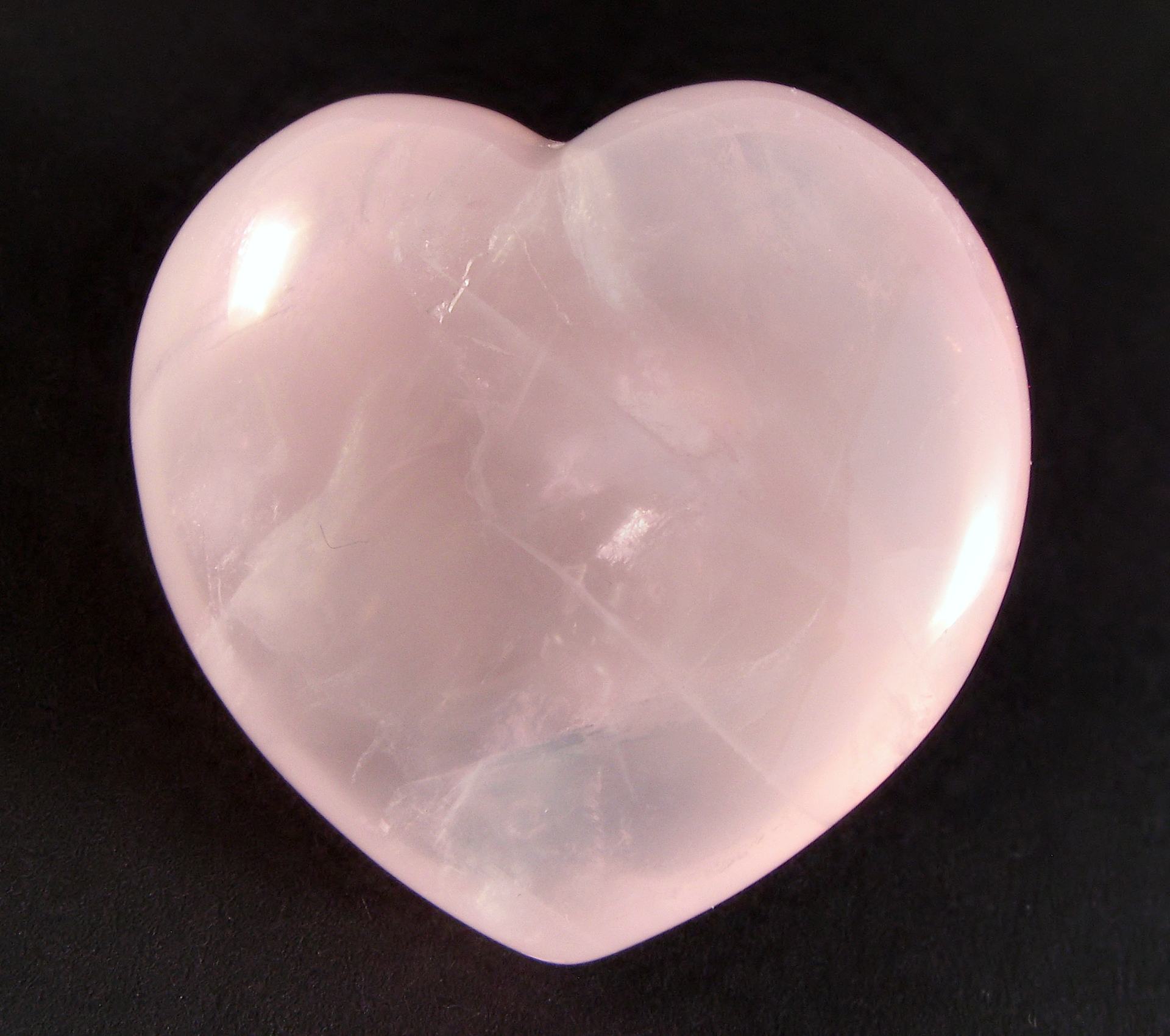
Rosenquarz in Herzform
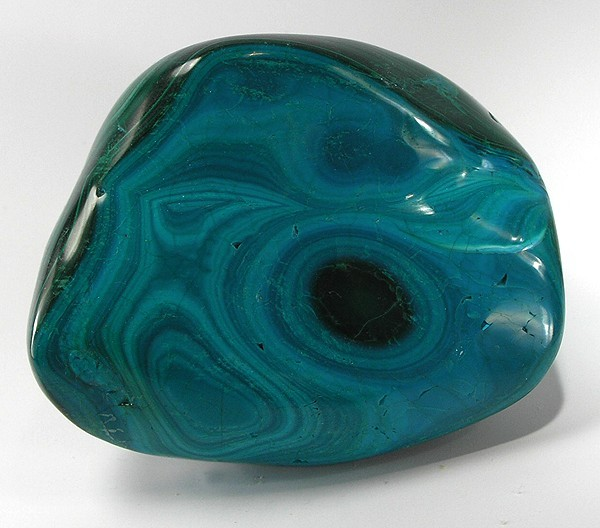
Chrysokoll-Malachit-Aggregat als Trommelstein
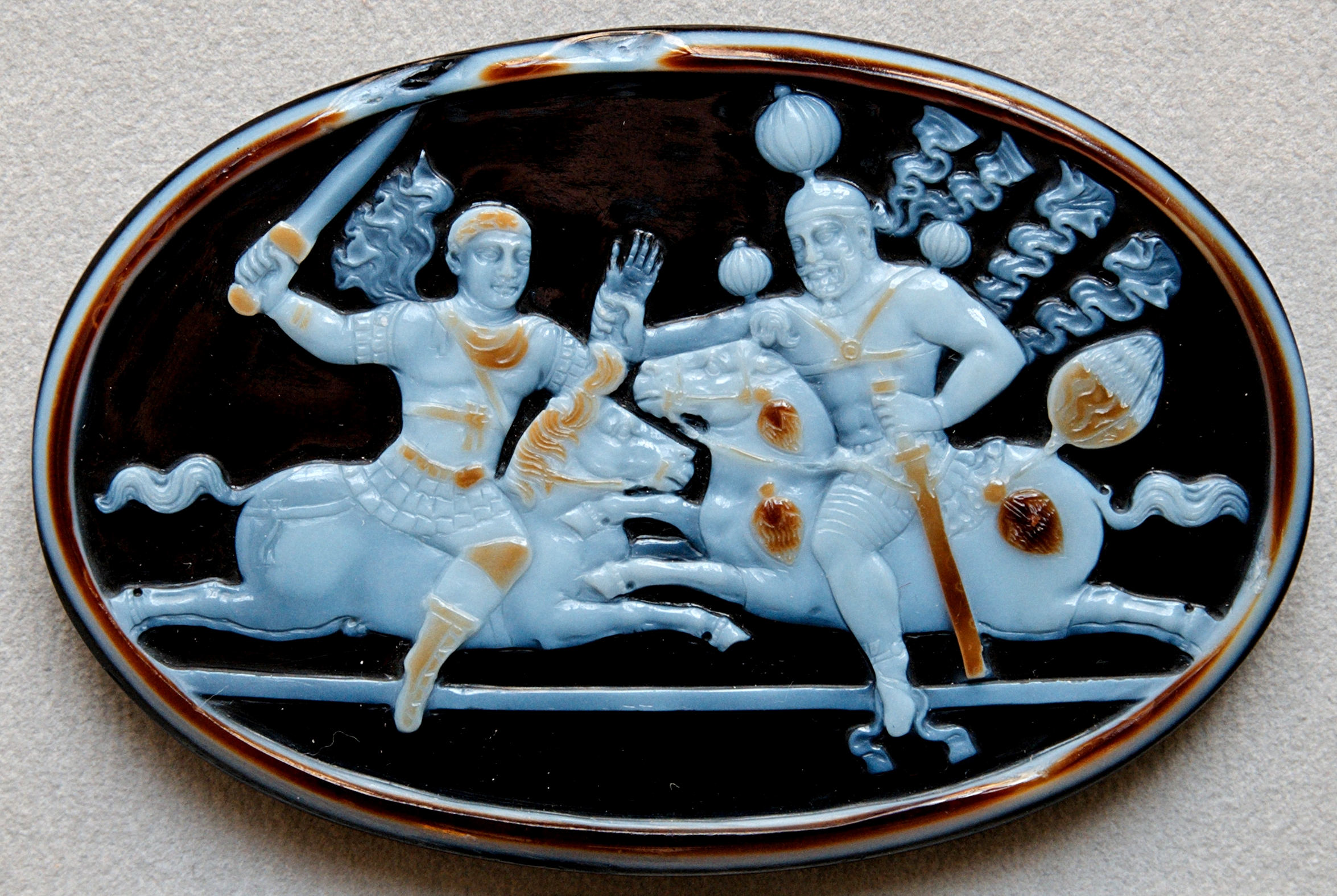
Zu einer Kamee verarbeiteter Sardonyx-Lagenstein (Kampfszene Schapur I. gegen Valerian)

### Facettenschliff

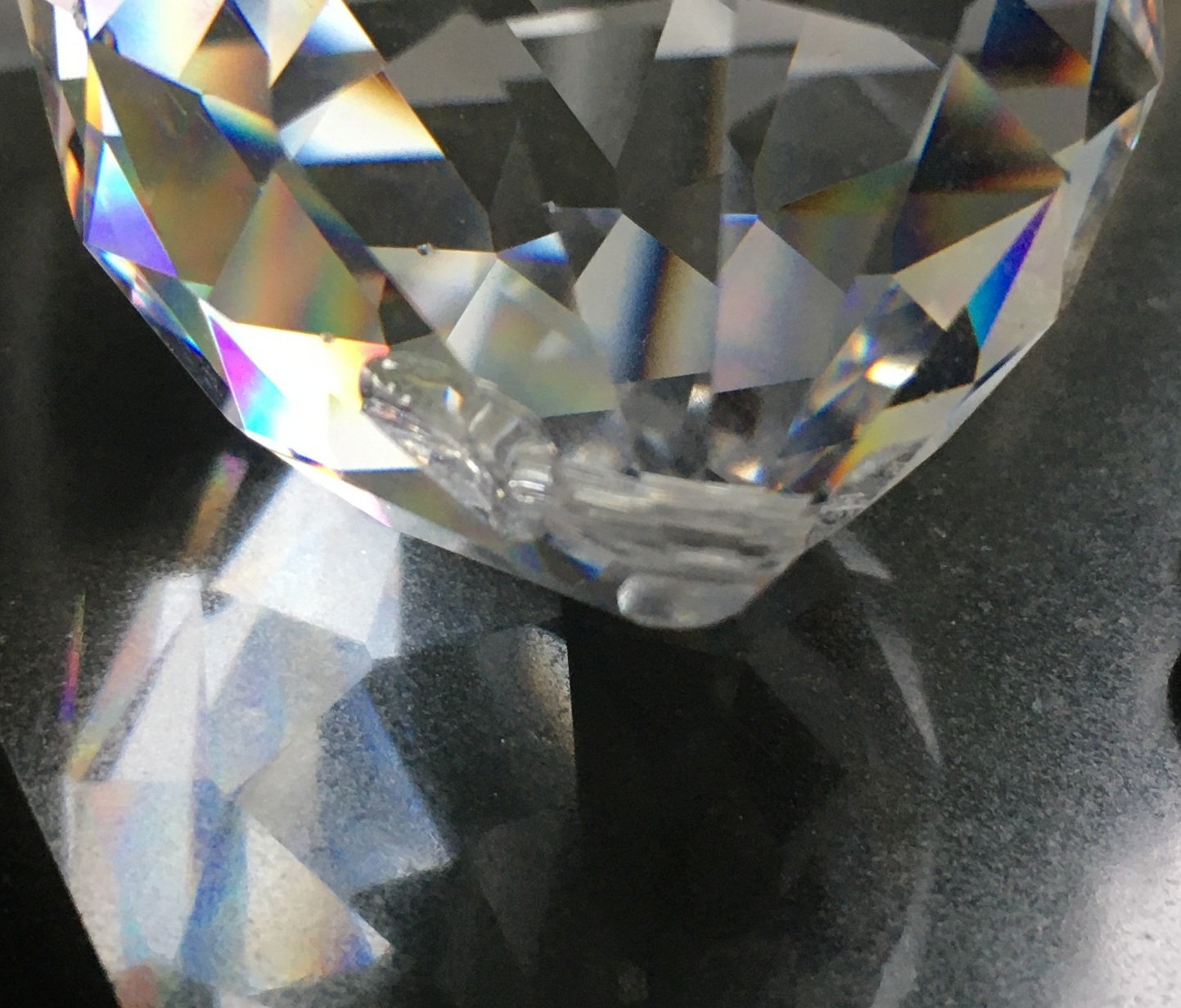
Etwa 4 cm großer Glaskristall mit Facettenschliff, ähnlich einem typischen Schliff für Edelsteine wie etwa Diamanten

Der Facettenschliff ist etwa seit dem 15. Jahrhundert bekannt und besteht aus einer Vielzahl von kleinen, glattpolierten Flächen, den Facetten. Er wird überwiegend bei durchsichtigen Steinen angewendet, da diese in der Lage sind, eintretendes Licht zu reflektieren, zu brechen und oft vielfarbig aufzuspalten (Dispersion). Dieses Phänomen, das Feuer eines Steins, wird insbesondere durch den modernen Brillant-Vollschliff, der im Jahr 1910 entwickelt wurde, verstärkt. Die optimale Lichtbrechung kommt hier durch genau festgelegte Winkelverhältnisse zwischen den 57 (32 Facetten plus Tafel im Oberteil, 24 Facetten im Unterteil) nach einem bestimmten Schema angeordneten Facetten zustande. In seltenen Fällen wird die Spitze im Unterteil durch eine Kalette abgestumpft, um die Gefahr von Beschädigungen wie beispielsweise Spaltrissen zu verringern. Da die Kalette allerdings immer zu einer Wertminderung des Steins führt (geringeres Gewicht und sichtbarer, dunkler Punkt bei der Draufsicht auf die Tafel) wird diese von Schleifern möglichst vermieden.
Dem Brillantschliff ging eine kontinuierliche Entwicklung voraus. Zunächst wurden lediglich die natürlichen Oktaederflächen der Diamanten poliert, bevor nach und nach mit dem Anlegen zusätzlicher Facetten begonnen wurde.
Die meisten Facettenschliffe lassen sich in zwei Grundtypen einordnen: den bereits erwähnten Brillantschliff für eher runde und den Treppenschliff bei eher eckigen Formen. Hinzu kommen noch als Sonderformen der Rosenschliff, das Oval und die Pendeloque für runde Formen sowie der Smaragdschliff und der Scherenschliff für eckige.

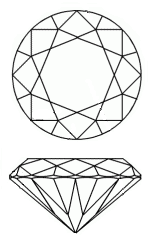
Brillantschliff
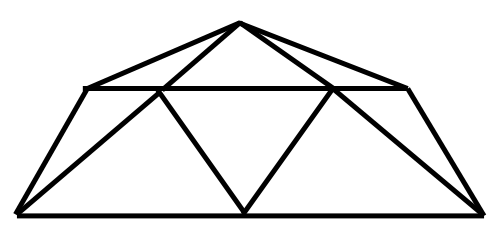
Rosenschliff
Ovalschliff
Pendeloque
Treppenschliff
Smaragdschliff
Scherenschliff
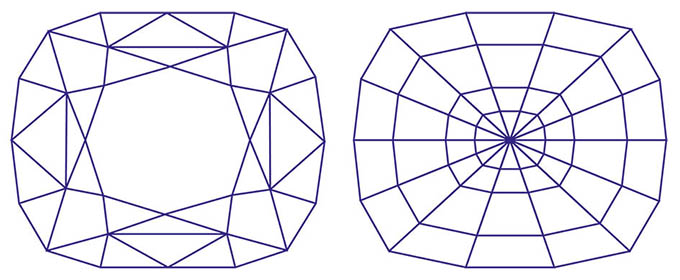
Ceylon-Schnitt

### Gemischter Schliff

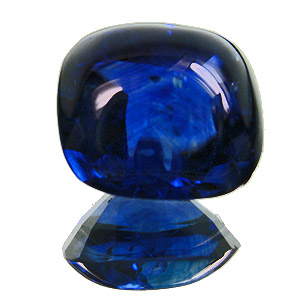
Saphir im „Buff Top“-Schliff

Beim gemischten Schliff schließlich werden Glatt- und Facettenschliff miteinander vereinigt. Je nach gewünschtem Effekt oder modischem Geschmack wird dabei die Oberseite als Cabochon und die Unterseite als Facettenschliff ausgeführt („Buff Top“) oder für Ober- und Unterseite zwei verschiedene Facettenschliffe gewählt. In einigen Fällen werden auch zwei Schliffarten auf einer Seite vereinigt.
So gehört beispielsweise der „Ceylon-Schliff“ (auch Ceylonschliff) zu den gemischten Schliffen, bei dem das Oberteil im Scherenschliff und das Unterteil im Treppenschliff ausgeführt ist. Im Gegensatz dazu ist beim „Indischen Schliff“ das Oberteil im Treppenschliff und das Unterteil im Scherenschliff ausgeführt.

## Schliffform

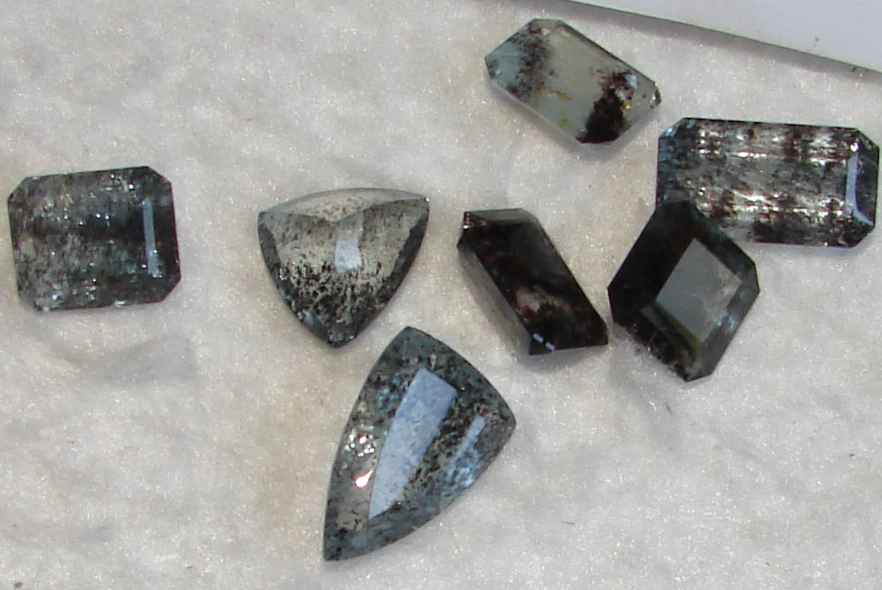
Beryll mit Goethiteinschlüssen in verschiedenen Schliffformen:
4× Rechteck, 2× Dreieck, 1× Quadrat

Bei der Definition von Schliffformen nimmt der Schleifer Bezug auf die geometrische Form des späteren Schmucksteins. Diese beruhen auf den klassischen, geometrischen Formen wie dem Kreis und davon abgeleitet Ellipsen- und Eiformen sowie verschiedenen Vielecken (Polygonen). Unterschieden werden die Schliffe nach den folgenden Grundformen:

### Polygone
- Dreieck (Triangel, Trillant): Dreieckige Grundform in der Ausführung Brillantschliff mit Tafel, sechs viereckigen und 18 dreieckigen Facetten. Auch die Ausführung im Treppenschliff ist möglich.
  - „Wappen“ bzw. „Schild“: Fantasyschliffe in Form eines Wappens bzw. Wappenschildes im Treppenschliff.

- Vierecke
  - Quadrat (Carré), im Brillant- und Treppenschliff möglich
    - „Kardinalschliff“: Sternschliff (Doppelstern) mit quadratischem Querschnitt
    - „Kissenschliff“ (auch Cushion-Cut oder Candlelight-Schliff): Die Form ist Quadratisch mit abgerundeten Ecken, ähnelt der Form eines Kissens.[2]

  - Rechteck (Baguette)
    - „Oblong“: Langgestreckte Rechteckform mit abgerundeten Ecken.
    - „Ceylon-Schliff“ und „Indischer Schliff“ in gemischtem Schliff mit abgerundeten Ecken

  - Rhombus bzw. Raute
    - „French-Cut“ (auch Frenchcut): Sonderform mit quadratischem Querschnitt und quadratischer Tafel sowie 8 dreieckigen Facetten auf dem Oberteil. Das Unterteil wird wahlweise im Treppen- oder Brillantschliff ausgeführt.

  - Trapez: Treppenschliff in Trapezform

- Fünfeck (Pentagon)
  - „Epaulettenschliff“: Eine zu den Antikschliffen gehörende Fünfeck-Variante, die in der Form dem französischen Schulterstück (Epaulette) nachempfunden ist[3]

- Sechseck (Hexagon) und als Fantasyschliff der sechszackige „Sternbrillant“.

- Achteck (auch Achtkant oder Octagon)[4]
  - „Asscher-Schliff“: Grundform ist ein Quadrat, jedoch mit angeschnittenen Ecken, ähnlich dem Smaragdschliff[5]
  - „Smaragdschliff“ (auch Achtkantschliff oder Emerald Cut): Achteckiger Treppenschliff
  - „Sternbrillant“: Fantasyschliff in der Form eines achtzackigen Sterns

- Freiform (Bastardschliff)

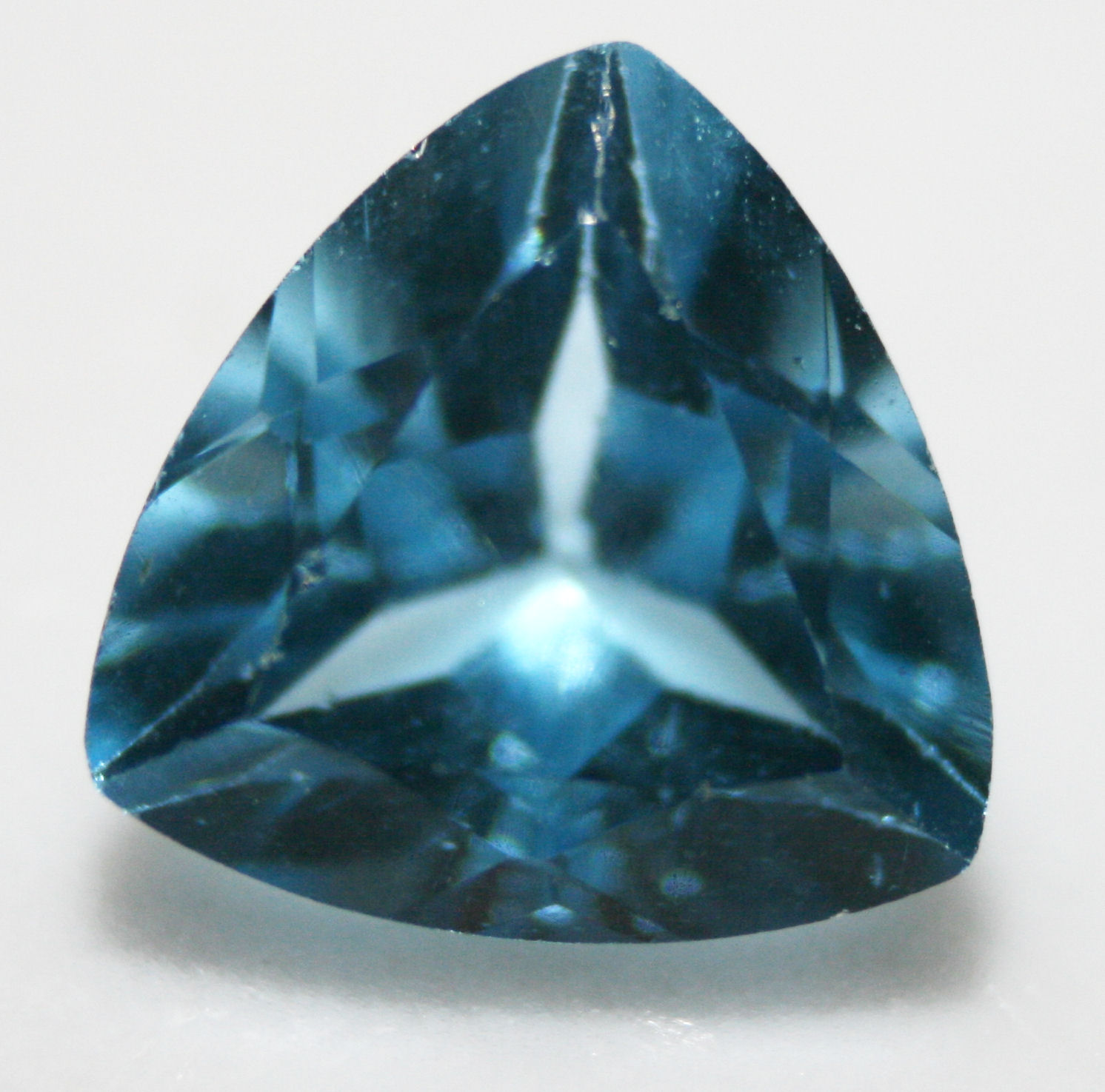
Blauer Topas im Dreieckschliff
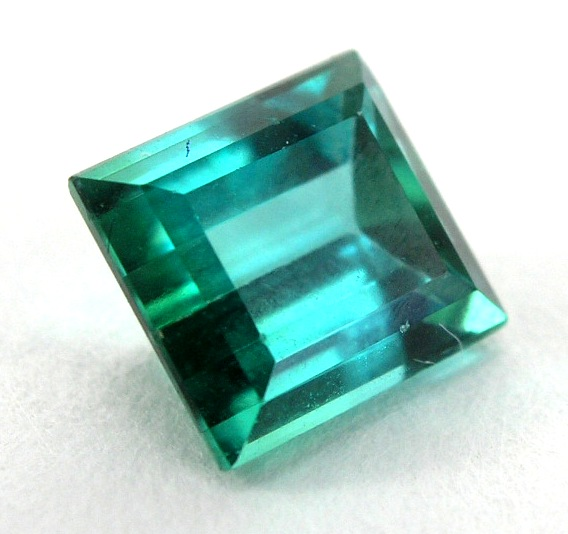
Elbait im Quadratschliff
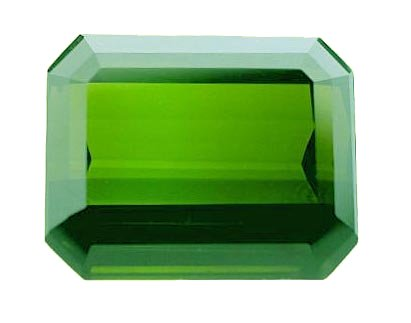
Grüner Turmalin im Smaragd-Schliff
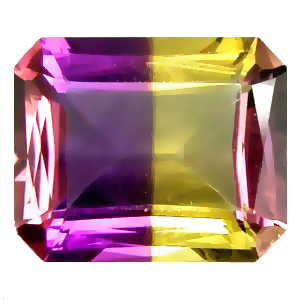
Ametrin im Scheren-Schliff
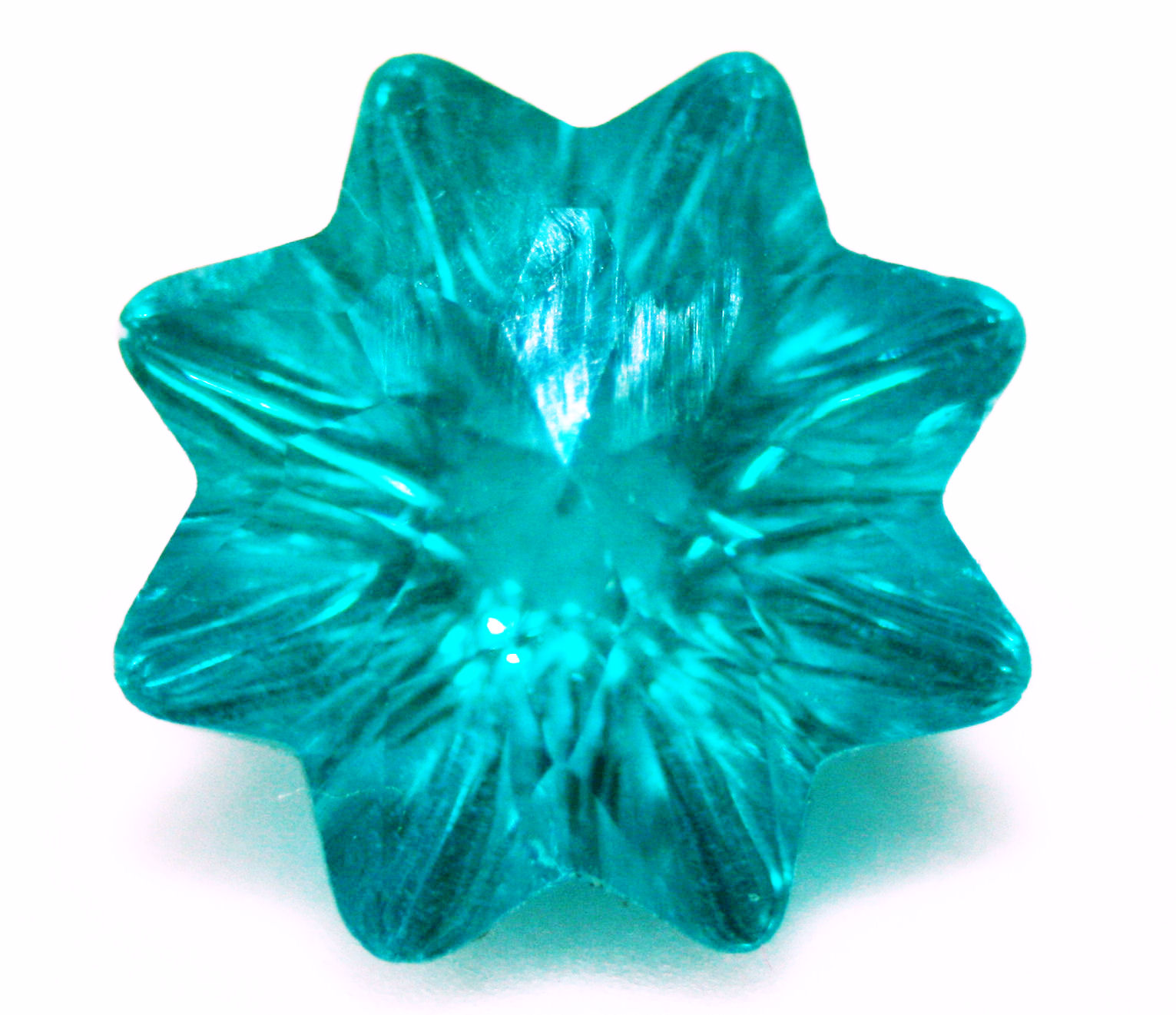
Zirkonia als achtzackige „Sternbrillant“

### Kreis-, Ellipsen- und Eiformen
- einfacher Rundschliff mit Tafel und mehreren konzentrischen Treppen in 16 Segmenten

- Brillantschliff (auch Vollbrillant oder Highlight-Brillant): Schliff mit kreisrunder Rundiste, mindestens 32 Facetten plus Tafel im Oberteil, mindestens 24 Facetten plus gegebenenfalls Kalette im Unterteil
  - „Achtkant“ (auch Achtkantschliff oder Vereinfachter Brillantschliff): Spezieller Diamantschliff mit Tafel, 8 oberen und 8 unteren Facetten
  - Doppelbrillant
  - „Englischer Quadratschliff“ (auch Englischer Doppelschliff oder Englischer Square-Cut-Brillant): Frühe Form des Brillantschliffs mit achteckiger Tafel und 16 Facetten auf dem Oberteil sowie 12 Facetten auf dem Unterteil
  - „Sternschliff“: Brillantschliff, bei dem die Facetten von der Rundiste zur Mitte verlaufen und ein sternförmiges Muster bilden
    - „Englischer Sternschliff“: Brillantschliff mit 16 Facetten auf dem Oberteil sowie 12 Facetten auf dem Unterteil

  - „Fächerschliff“: Brillantschliff, bei dem die Facetten fächerförmig von außen nach innen oder von innen nach außen angelegt sind
    - „Strahlenschliff“ (auch Radialschliff): Fächerschliff mit gleichmäßig fächerförmig angeordneten Facetten

  - Halbbrillant: Seltener Brillantschliff ohne Unterteil
  - „Mazarin-Schliff“ (auch Dickstein): Brillantschliff mit 12 zusätzlichen Facetten auf dem Oberteil; von einem venezianischen Edelsteinschleifer Ende des 17. Jh. zum „Peruzzi-Schliff“ verbessert
  - „Swiss-Cut“ (Sechzehnkant): Brillantvariante für kleine Steine mit jeweils 16 Facetten auf dem Ober- und Unterteil
  - „Spirit Sun“ (auch Spirit diamond oder Spiegel der Sonne): Moderner, von Ulrich Freiesleben und Bernd Munsteiner in den 1990er Jahren entwickelter, Diamantschliff mit je 16 Facetten auf dem Ober- und Unterteil, die strahlenförmig von innen nach außen verlaufen[6][7]
  - als Sonderformen bzw. Fantasyschliffe davon abgeleitet sind unter anderem „Netzschliff“, „Kingschliff“ (King cut) mit 86 Facetten, „Swiss-Cut“, „Petal-Cut“, „Magna-Schliff“ mit 102 Facetten, „Amerikanischer Schliff“ (auch Tolkowsky-Schliff) sowie der „Wirbelschliff“ und die „Knospe“ mit spiralförmig angeordneten und nach außen gewölbten Facetten

- Rosenschliff (auch Einfache Rose, Holländische Rose oder Amsterdamer Rose): Schliff mit flachem Unterteil und 24 dreieckigen Facetten auf der gewölbten Oberseite
  - „Antwerpener Rose“ (Brabanter Rose): Altschliff aus dem 16. Jahrhundert mit 12 trapezförmigen und dreieckigen Facetten[8]
  - Doppelrose: 32 dreieckige Facetten auf der gewölbten Oberfläche.
  - als Sonderformen bzw. Fantasyschliffe davon abgeleitet sind unter anderem die „Recoupé-Rose“, der „Jubilee-Cut“ mit 80 rosettenförmig angeordneten Facetten, die zum Oberteil hin eine Spitze bilden, und der „Needle-Brillant“

- „Oval“: Ellipsenförmiger Schliff als Brillantschliff mit zentrischer Tafel, 8 viereckigen und 24 dreieckigen Facetten auf der Oberseite
  - „Navette“ bzw. „Marquise“: Ellipse, deren Übergänge im großen Durchmesser spitz zulaufen

- „Pendeloque“: Eiförmiger Schliff mit zentrischer Tafel, 8 viereckigen und 24 dreieckigen Facetten auf der Oberseite

- „Tonne“: Ovaler Treppenschliff, deren Seiten abgeschnitten wurde

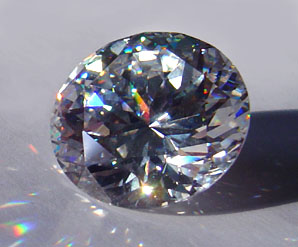
Zirkonia im Brillant-Vollschliff mit diamanttypischem Feuer
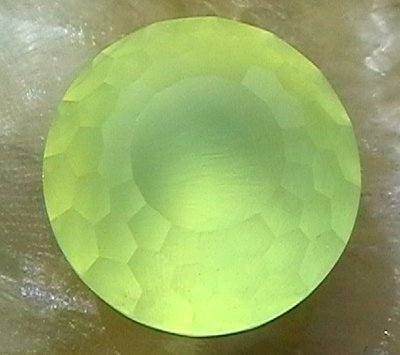
Prehnit im „Petal-Cut“
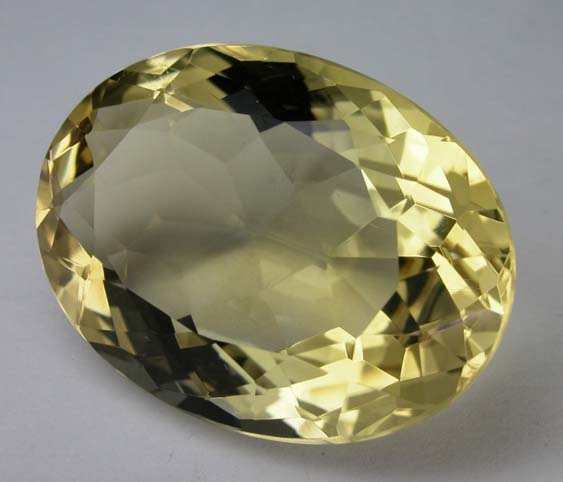
Citrin im Ovalschliff
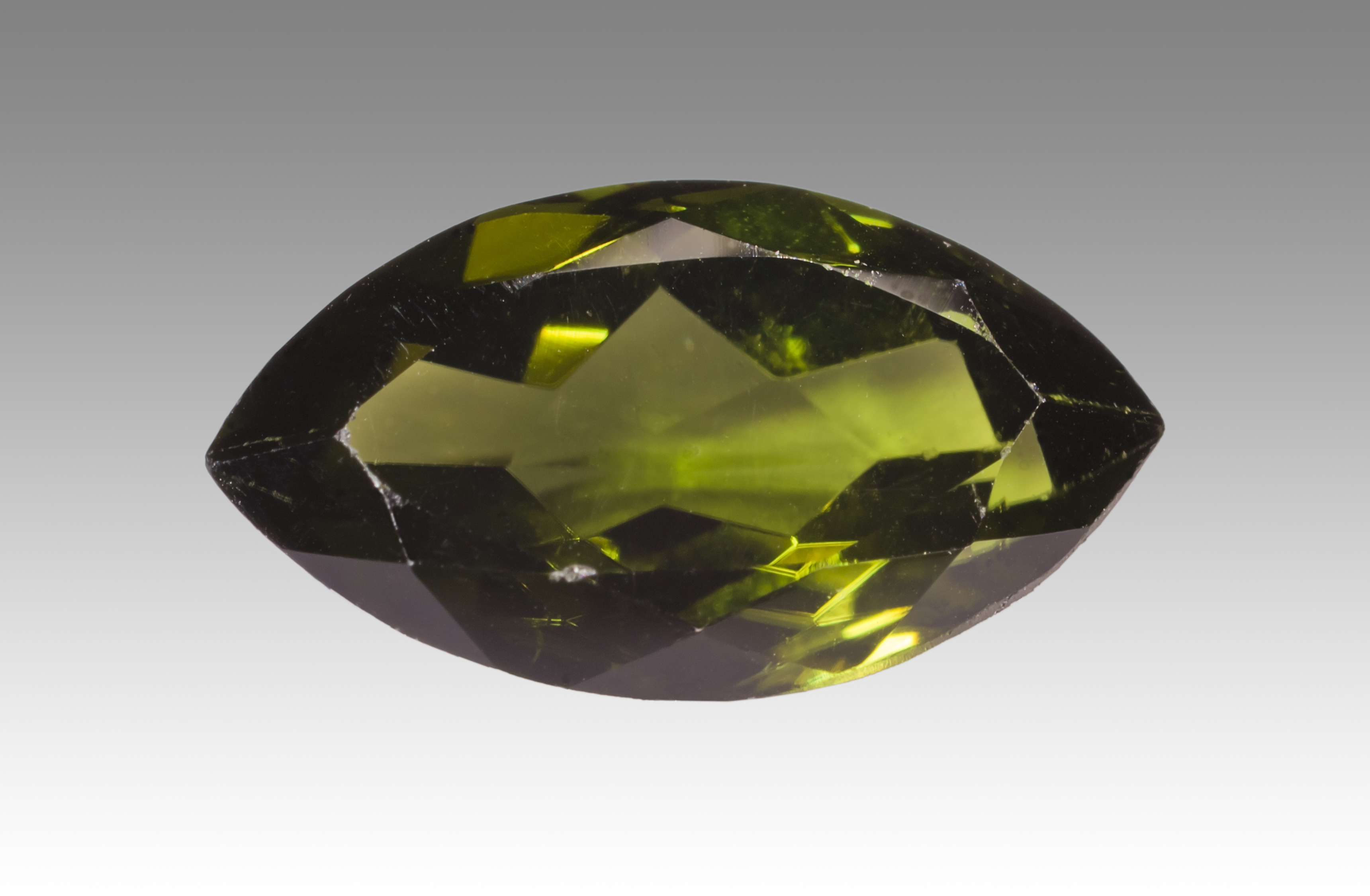
Diopsid-Navette
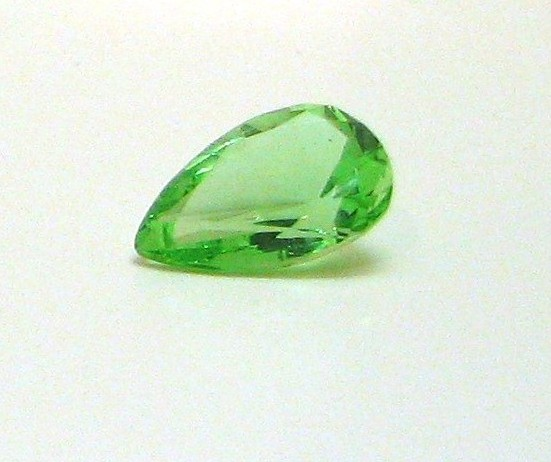
Dresdner Grüner Diamant im Pendeloque-Schnitt (Kopie)

### Dreidimensionale Formen
- „Kugel“: Kugelförmiger Brillantschliff
- „Olive“: Olivenförmiger Brillantschliff
- „Briolett“: Tropfenförmiger Facettenschliff mit dreieckigen, rauten- oder trapezförmigen Facetten
  - „Pampel“: Tropfenförmiger Brillantschliff mit kegelförmig angeordneten, länglichen Facetten und abgeschnittener Kegelspitze.

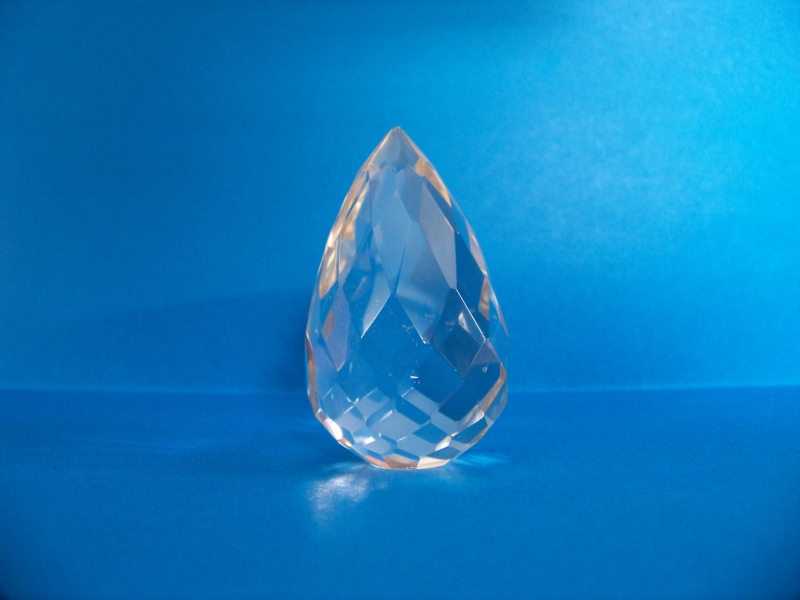
Bergkristall im Briolett-Schliff
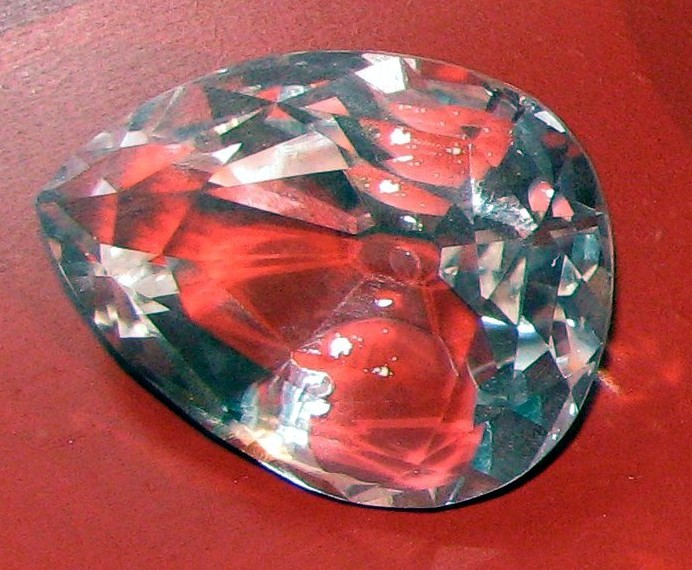
Großer Stern von Afrika in breiter Tropfen- bzw. Birnenform
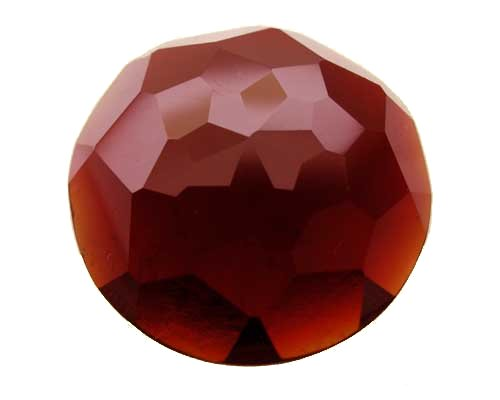
Granat im Kugelschliff

### Weitere Schliffformen
- „Antikschliff“: Quadratische oder rechteckige Schliffform im Brillant- oder Treppenschliff mit abgerundeten Ecken
- „Ballonschliff“: Facettenschliff mit nach außen gewölbten Facetten
- „Barion-Schliff“: Rechteckige oder achteckige Grundform mit Treppenschliff auf der Oberseite und kegelförmiger Facettierung auf der Unterseite
- „Context Cut“: Moderner, von Ulrich Freiesleben und Bernd Munsteiner in den 1990er Jahren entwickelter, oktaederförmiger Schliff mit flacherem Oberteil[9][7]
- „Flower Cuts“: Moderne Diamantschliffe in den Formen „Zinnie“ (Zinnia), „Ringelblume“ (Marigold), „Feuerrose“ (Fire Rose), „Sonnenblume“ (Sunflower) und „Dahlie“ (Dahlia).
- „Gabrielle-Cuts“: Spezielle, von Gabi Tolkowsky patentierte Schliffformen
- „Herz“ (auch Herzschliff): Herzförmiger Brillantschliff
- „Linsenschliff“: Treppenschliff, bei dem die Facetten des Ober- und Unterteils in eine Richtung verlaufen.
- „Prinzess-Schliff“ (Princess cut): Gemischter Schliff mit Kardinalsschliff auf dem Oberteil und Fächerschliff auf dem Unterteil.
- „Radiant“: Gemischter Diamantschliff mit Treppenschliff auf dem Oberteil, Brillantschliff auf dem Unterteil und insgesamt 70 Facetten.
- „Tafelschliff“, auch Siegel-, Flach-, Platten- oder Ringsteinschliff:[10] Einfacher Facettenschliff, bei dem die Tafel auf der Oberseite und meist auch auf der Unterseite die vorherrschende Facette ist.

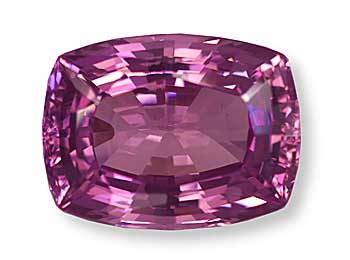
Pyrop im Antikschliff
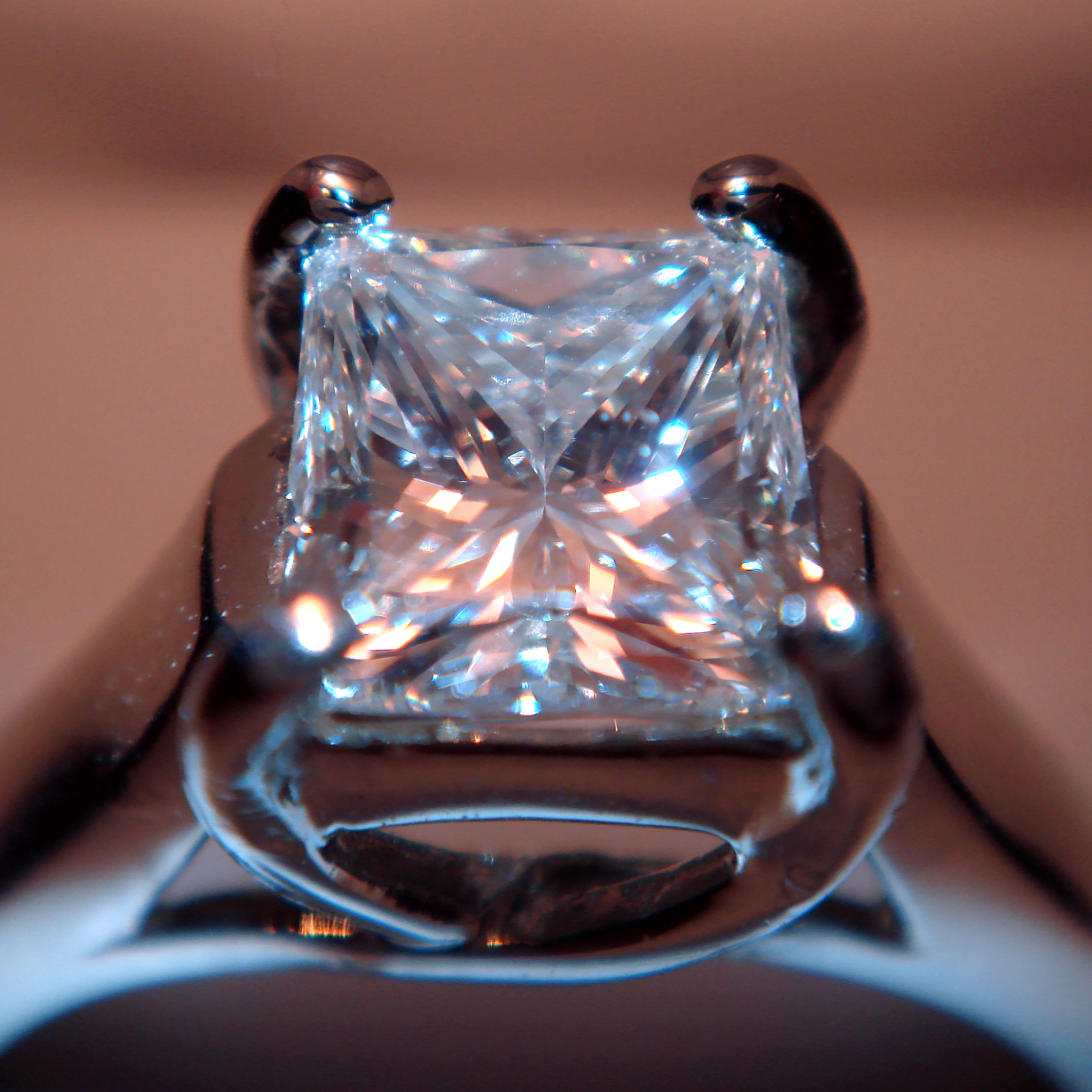
Diamant im „Prinzess-Schliff“ (Princess cut)
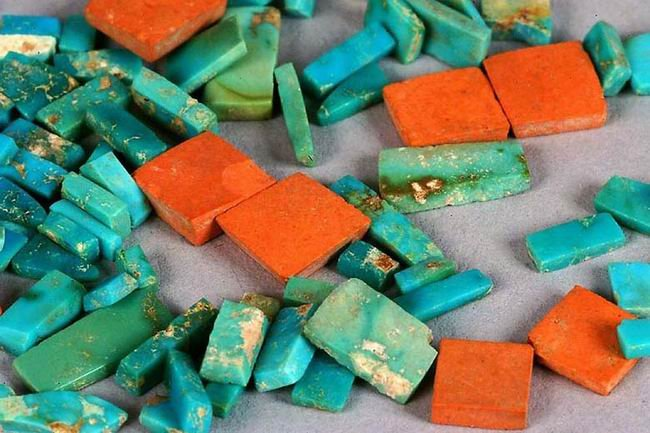
Türkise und Argillite (feinkörniges Sedimentgestein, orange) im Tafelschliff